# 选帝侯路堤站
选帝侯路堤站（德語：U-Bahnhof Kurfürstendamm）是德国柏林地铁的一个车站，位于夏洛滕堡-威尔默斯多夫，途经的线路有柏林地铁1号线、9号线。
名称来源于车站上的选帝侯路堤。